# Prostitution i Italien
Under medeltiden accepterades prostitution som skamligt men nödvändigt för att förhindra våldtäkt på icke prostituerade kvinnor, och varje stads myndigheter beskattade och reglerade prostitutionen, som ofta förvisades till vissa reserverade delar av staden. Under renässansen uppkom en berömd kategori av kurtisaner i särskilt Rom och republiken Venedig. 
Den reglementerade prostitutionen, Regolamentazione, med lagliga bordeller och regelbundna tvångsundersökningar av registrerade prostituerade, infördes i Italien efter fransk modell vid tidpunkten för Italiens enande år 1860.  Det fanns anvisningar om var bordellerna fick ligga, och de tvingades alltid ha fördragna fönsterluckor. De anställda underkastades regelbundna tvångsundersökningar på särskilda sjukhus. Tvångssystemet uppfattades som förtryckande av de prostituerade och som ett tecken på sexuell dubbelmoral av kvinnorörelsen och reformister försökte utan framgång upprepade gånger få den avskaffad. 
År 1958 avskaffades den reglementerade prostitutionen genom Legge Merlin på initiativ av socialistpartiet, vilket innebar att tvångsundersökningar och bordeller förbjöds, medan prostitutionen var fortsatt laglig. Denna lag gäller fortfarande. 
Prostitution som sådan är laglig i Italien. Bordeller och hallickverksamhet är olagliga.